# Suvabaktra Vilayabanna
Công chúa Hoàng gia Suvabaktra Vilayabanna hoặc Phra Chao Boromwongse Ther Phra Ong Chao Suvabaktra Vilayabanna tiếng Thái: พระเจ้าบรมวงศ์เธอ พระองค์เจ้าสุวพักตร์วิไลยพรรณ; RTGS: Suwaphak Wilaiphan (2 tháng 5 năm 1873 đến ngày 30 tháng 7 năm 1930), là công chúa của Xiêm (sau đó là Thái Lan), là một thành viên của gia đình Xiêm, là con gái của Chulalongkorn, vua Rama V của Xiêm.
Mẹ của cô là Chao Chom Manda Pae Bunnag (sau này được nâng lên phụ nữ (Chao Khun Phra) Prayuravongse), con gái của Chúa (Chao Phraya) Suravongs Vaiyavadhana (con trai của Somdet Chao Phraya Borom Maha Si Suriyawongse). Cô có 1 chị gái và 1 em gái;
- Công chúa Srivilailaksana, Công chúa Suphanburi (24 tháng 7 năm 1868 đến 26 tháng 10 năm 1904)
- Công chúa Bandhavanna Varobhas (25 Tháng 5 năm 1875 - 15 tháng 5 năm 1891)

Công chúa Suvabaktra Vilayabanna qua đời ngày 30 tháng 7 năm 1930, ở tuổi 57

## Royal Decorations
- Dame Cross of the Most Illustrious Order of Chula Chom Klao (First class): received ngày 25 tháng 11 năm 1900

## Ancestry
| Princess Suvabaktra Vilayabanna | Father: Chulalongkorn, King Rama V of Siam | Paternal Grandfather: Mongkut, King Rama IV of Siam      | Paternal Great-grandfather: Buddha Loetla Nabhalai, King Rama II of Siam   |
| Princess Suvabaktra Vilayabanna | Father: Chulalongkorn, King Rama V of Siam | Paternal Grandfather: Mongkut, King Rama IV of Siam      | Paternal Great-grandmother: Queen Sri Suriyendra                           |
| Princess Suvabaktra Vilayabanna | Father: Chulalongkorn, King Rama V of Siam | Paternal Grandmother: Queen Debsirindra                  | Paternal Great-grandfather: Prince Sirivongse, the Prince Matayabidaksa    |
| Princess Suvabaktra Vilayabanna | Father: Chulalongkorn, King Rama V of Siam | Paternal Grandmother: Queen Debsirindra                  | Paternal Great-grandmother: Mom Noi Sirivongs na Ayudhya                   |
| Princess Suvabaktra Vilayabanna | Mother: Chao Chom Manda Pae Bunnag         | Maternal Grandfather: Chao Phraya Suravongs Vaiyavadhana | Maternal Great-grandfather: Somdet Chao Phraya Borom Maha Sri Suriyawongse |
| Princess Suvabaktra Vilayabanna | Mother: Chao Chom Manda Pae Bunnag         | Maternal Grandfather: Chao Phraya Suravongs Vaiyavadhana | Maternal Great-grandmother: Klin Bunnag                                    |
| Princess Suvabaktra Vilayabanna | Mother: Chao Chom Manda Pae Bunnag         | Maternal Grandmother: Im Bunnag                          | Maternal Great-grandfother: unknown                                        |
| Princess Suvabaktra Vilayabanna | Mother: Chao Chom Manda Pae Bunnag         | Maternal Grandmother: Im Bunnag                          | Maternal Great-grandmother: unknown                                        |

## Reference
1. ↑  ราชกิจจานุเบกษา, ข่าวสิ้นพระชนม์, เล่ม ๔๗, ตอน ง, ๓ สิงหาคม พ.ศ. ๒๔๗๓, หน้า ๑๖๒๗